# Кубок Мітропи 1933
Кубок Мітропи 1933 — сьомий розіграш Кубка Мітропи. У ньому брали участь команди з Австрії, Угорщини, Італії і Чехословаччини. 
Переможцем змагань вперше у своїй історії став клуб «Аустрія» (Відень), котрий у фіналі переграв італійську «Амброзіану-Інтер» з загальним рахунком 4:3.

## Чвертьфінали
| Команда 1      | Заг. | Команда 2        | 1-й матч | 2-й матч |
| -------------- | ---- | ---------------- | -------- | -------- |
| Славія (Прага) | 3:4  | Аустрія (Відень) | 3:1      | 0:3      |
| Уйпешт         | 4:10 | Ювентус          | 2:4      | 2:6      |
| Хунгарія       | 3:5  | Спарта (Прага)   | 2:3      | 1:2      |
| Ферст (Відень) | 1:4  | Амброзіана-Інтер | 1:0      | 0:4      |

### Перші матчі
| 1/4 21 червня 1933 | Славія (Прага)                | 3:1        | Аустрія (Відень)   | Прага                                             |  |
| 18:30 CET | Копецький 26' 49' Свобода 31' | (протокол) | Женишек 11' (авт.) | Стадіон: Летна Глядачі: 25 000 Суддя: Ференц Клуг |  |
| Славія: Франтішек Планічка, Ладислав Женишек, Адольф Фіала, Антонін Водічка, Штефан Чамбал, Адольф Шимперський, Франтішек Юнек, Франтішек Свобода, Їржі Соботка, Властиміл Копецький, Богумил Йоска, тренер: Йозеф Слоуп Аустрія: Йоганн Білліх, Карл Граф, Вальтер Науш, Маттіас Наємнік, Ганс Мок, Карл Галль, Йозеф Мольцер, Маттіас Шиппек, Маттіас Сінделар, Камілло Єрусалем, Рудольф Фіртль, тренери: Роберт Ланг, Йозеф Блум |                               |            |                    |                                                   |  |

| 1/4 22 червня 1933 | Уйпешт              | 2:4        | Ювентус                                            | Будапешт                                                       |  |
| 18:10 CET | Пустаї 78' Явор 87' | (протокол) | Дж. Варльєн 6' Борель 13' Сернаджотто 64' Орсі 76' | Стадіон: «Хунгарія Керут» Глядачі: 12 000 Суддя: Алоїз Беранек |  |
| Уйпешт: Дьордь Горі, Ласло Штернберг, Дьюла Футо, Анталь Салаї, Дьордь Сюч, Міклош Шарош, Ференц Пустаї, Іштван Авар, Паль Явор, Карой Дері, Габор Сабо (к), тренер Золтан Блум Ювентус: Джанп'єро Комбі (к), Вірджиніо Розетта, Умберто Калігаріс, Маріо Варльєн, Луїс Монті, Луїджі Бертоліні, Педро Сернаджотто, Джованні Варльєн, Феліче Борель, Джованні Феррарі, Раймундо Орсі, тренер: Карло Каркано |                     |            |                                                    |                                                                |  |

| 1/4 25 червня 1933 | Хунгарія              | 2:3        | Спарта (Прага)                  | Будапешт                                                         |  |
| | Кальмар 29' Дудаш 82' | (протокол) | Клоз 37' Боучек 45' Сильний 57' | Стадіон: «Хунгарія Керут» Глядачі: 8000 Суддя: Ганс Франкенштайн |  |
| Хунгарія: Анталь Сабо, Дьюла Манді, Карой Кіш, Юліу Бараткі, Густав Шебеш, Імре Егрі, Ференц Сеге, Ласло Чех, Єне Кальмар, Янош Дудаш, Паль Тіткош, тренер: Імре Шенкей Спарта: Антонін Ледвіна, Ярослав Бургр, Йозеф Чтиржокий, Йозеф Коштялек, Ярослав Боучек, Ян Кноблох, Людвік Коубек, Франтішек Клоз, Раймон Брен, Олдржих Неєдлий, Йозеф Сильний, тренер: Антонін Гоєр |                       |            |                                 |                                                                  |  |

| 1/4 25 червня 1933 | Ферст Вієнна | 1:0        | Амброзіана-Інтер | Відень                                                   |  |
| 18:00 CET | Вортманн 18' | (протокол) |                  | Стадіон: Гоге Варте Глядачі: 20 000 Суддя: Міхай Іванчич |  |
| «Вієнна» Карл Горешовський, Карл Райнер, Віллібальд Шмаус, Отто Каллер, Леопольд Гофманн, Леонард Маху, Антон Брозенбауер, Густав Тьогель, Йозеф Адельбрехт, Зігфрід Вортманн, Франц Ердль, тренер: Фердинанд Фрітум »Амброзіана»: Карло Черезолі, Паоло Агостео, Луїджі Аллеманді, Альфредо Пітто, Джузеппе Віані, Армандо Кастеллацці, Франсиско Фріоне, П'єтро Серантоні, Джузеппе Меацца, Аттіліо Демарія, Вірджиліо Левратто, тренер: Арпад Вейс |              |            |                  |                                                          |  |

### Матчі-відповіді
| 1/4 29 червня 1933 | Спарта (Прага)      | 2:1        | Хунгарія | Прага                                                  |  |
| | Клоз 31' (пен.) 66' | (протокол) | Чех 65'  | Стадіон: Летна Глядачі: 15 000 Суддя: Франческо Маттеа |  |
| Спарта: Антонін Ледвина, Ярослав Бургр, Йозеф Чтиржокий, Йозеф Коштялек, Ярослав Боучек, Ян Кноблох, Йозеф Седлачек, Франтішек Клоз, Раймон Брен, Олдржих Неєдлий, Йозеф Сильний, тренер: Антонін Гоєр Хунгарія: Анталь Сабо, Єне Кальмар, Карой Кіш, Юліу Бараткі, Густав Шебеш, Імре Егрі, Ференц Сеге, Ласло Чех, Йожеф Гергей, Янош Дудаш, Паль Тіткош, тренер: Імре Шенкей |                     |            |          |                                                        |  |

| 1/4 29 червня 1933 | Ювентус                                                   | 6:2        | Уйпешт            | Турин                                                            |  |
| 16:10 CET | Орсі 30' 72' 74' (пен.) 78' Дж. Варльєн 36' 39' Монті 55' | (протокол) | Явор 18' Авар 70' | Стадіон: Беніто Муссоліні Глядачі: 22 000 Суддя: Богуміл Женішек |  |
| Ювентус: Джанп'єро Комбі (к), Вірджиніо Розетта, Умберто Калігаріс, Маріо Варльєн, Луїс Монті, Луїджі Бертоліні, Педро Сернаджотто, Джованні Варльєн, Феліче Борель, Джованні Феррарі, Раймундо Орсі, тренер: Карло Каркано Уйпешт: Дьордь Горі, Ласло Штернберг, Дьюла Дудаш, Анталь Салаї, Дьордь Сюч, Міклош Шарош, Ференц Пустаї, Іштван Авар, Паль Явор, Карой Дері, Габор Сабо (к), тренер Золтан Блум |                                                           |            |                   |                                                                  |  |

| 1/4 2 липня 1933 | Аустрія (Відень)                 | 3:0        | Славія (Прага) | Відень                                                           |  |
| 18:00 CET | Штро 28' Фіртль 55' Сінделар 78' | (протокол) |                | Стадіон: Пратерштадіон Глядачі: 30 000 Суддя: Ріналдо Барлассіна |  |
| Аустрія: Йоганн Білліх, Карл Граф, Вальтер Науш, Маттіас Наємнік, Ганс Мок, Карл Галль, Йозеф Мольцер, Йозеф Штро, Маттіас Сінделар, Віктор Шпехтль, Рудольф Фіртль, тренери: Роберт Ланг, Йозеф Блум Славія: Франтішек Планічка, Ладислав Женишек, Адольф Фіала, Антонін Водічка, Штефан Чамбал, Адольф Шимперський, Франтішек Юнек, Франтішек Свобода, Їржі Соботка, Властиміл Копецький, Антонін Пуч, тренер: Йозеф Слоуп |                                  |            |                |                                                                  |  |

| 1/4 2 липня 1933 | Амброзіана-Інтер              | 4:0        | Ферст Вієнна | Мілан                                                         |  |
| | Меацца 38' 50' 86' Фріоне 65' | (протокол) |              | Стадіон: Арена Чівіка Глядачі: 30 000 Суддя: Франтішек Цейнар |  |
| Амброзіана: Карло Черезолі, Паоло Агостео, Луїджі Аллеманді, Альфредо Пітто, Джузеппе Віані, Армандо Кастеллацці, Франсиско Фріоне, П'єтро Серантоні, Джузеппе Меацца, Аттіліо Демарія, Вірджиліо Левратто, тренер: Арпад Вейс Вієнна: Карл Горешовський, Карл Райнер, Віллібальд Шмаус, Отто Каллер, Леопольд Гофманн, Леонард Маху, Антон Брозенбауер, Йозеф Адельбрехт, Фрідріх Гшвайдль, Зігфрід Вортманн, Франц Ердль, тренер: Фердинанд Фрітум |                               |            |              |                                                               |  |

## Півфінали
| Команда 1        | Заг. | Команда 2      | 1-й матч | 2-й матч |
| ---------------- | ---- | -------------- | -------- | -------- |
| Аустрія (Відень) | 4:1  | Ювентус        | 3:0      | 1:1      |
| Амброзіана-Інтер | 6:3  | Спарта (Прага) | 4:1      | 2:2      |

### Перші матчі
| 1/2 9 липня 1933 | Аустрія (Відень)                   | 3:0        | Ювентус   | Відень                                                    |  |
| 17:30 CET | Сінделар 3' Фіртль 52' Шпехтль 88' | (протокол) | Монті 87' | Стадіон: Пратерштадіон Глядачі: 50 000 Суддя: Арпад Кляйн |  |
| Аустрія: Йоганн Білліх, Карл Граф, Вальтер Науш (к), Маттіас Наємнік, Ганс Мок, Карл Галль, Йозеф Мольцер, Йозеф Штро, Маттіас Сінделар, Віктор Шпехтль, Рудольф Фіртль, тренер: Йозеф Блум Ювентус: Джанп'єро Комбі (к), Вірджиніо Розетта, Умберто Калігаріс, Маріо Варльєн, Луїс Монті, Луїджі Бертоліні, Педро Сернаджотто, Джованні Варльєн, Феліче Борель, Джованні Феррарі, Раймундо Орсі, тренер: Карло Каркано |                                    |            |           |                                                           |  |

| 1/2 9 липня 1933 | Амброзіана-Інтер                | 4:1        | Спарта (Прага) | Мілан                                                   |  |
| | Левратто 9' Демарія 35' 40' 44' | (протокол) | Неєдлий 75'    | Стадіон: Арена Чівіка Глядачі: 28 000 Суддя: Адольф Міс |  |
| Амброзіана-Інтер: Карло Черезолі, Паоло Агостео, Луїджі Аллеманді, Альфредо Пітто, Джузеппе Віані, Армандо Кастеллацці, Франсиско Фріоне, П'єтро Серантоні, Джузеппе Меацца (к), Аттіліо Демарія, Вірджиліо Левратто, тренер: Арпад Вейс Спарта: Антонін Ледвіна, Ярослав Бургр (к), Йозеф Чтиржокий, Йозеф Коштялек, Ярослав Боучек, Йозеф Седлачек, Франтішек Пелцнер, Франтішек Клоз, Раймон Брен, Олдржих Неєдлий, Лудвік Коубек, тренер: Антонін Гоєр |                                 |            |                |                                                         |  |

### Матчі-відповіді
| 1/2 16 липня 1933 | Ювентус     | 1:1        | Аустрія (Відень) | Турин                                                             |  |
| 16:30 CET | Феррарі 21' | (протокол) | Штро 85'         | Стадіон: Беніто Муссоліні Глядачі: 15 000 Суддя: Франтішек Цейнар |  |
| Ювентус: Джанп'єро Комбі (к), Вірджиніо Розетта, Умберто Калігаріс, Маріо Варльєн, Джованні Варльєн, Луїджі Бертоліні, Педро Сернаджотто, Ренато Чезаріні, Феліче Борель, Джованні Феррарі, Раймундо Орсі, тренер: Карло Каркано Аустрія: Йоганн Білліх, Карл Граф, Вальтер Науш (к), Маттіас Наємнік, Ганс Мок, Карл Галль, Йозеф Мольцер, Йозеф Штро, Маттіас Сінделар, Віктор Шпехтль, Рудольф Фіртль, тренер: Йозеф Блум |             |            |                  |                                                                   |  |

| 1/2 16 липня 1933 | Спарта (Прага) | 2:2        | Амброзіана-Інтер          | Прага                                               |  |
| | Клоз 16' 60'   | (протокол) | Серантоні 23' Демарія 39' | Стадіон: Летна Глядачі: 35 000 Суддя: Алоіз Беранек |  |
| Спарта: Антонін Ледвіна, Ярослав Бургр (к), Йозеф Чтиржокий, Йозеф Коштялек, Ярослав Боучек, Ян Кноблох, Йозеф Седлачек, Франтішек Клоз, Раймон Брен, Олдржих Неєдлий, Людвік Коубек, тренер: Антонін Гоєр Амброзіана-Інтер: Карло Черезолі, Паоло Агостео, Луїджі Аллеманді, Альфредо Пітто, Джузеппе Віані, Армандо Кастеллацці, Франсиско Фріоне, П'єтро Серантоні, Джузеппе Меацца (к), Аттіліо Демарія, Ренато Де Манцано, тренер: Арпад Вейс |                |            |                           |                                                     |  |

## Фінал
| Команда 1        | Заг. | Команда 2        | 1-й матч | 2-й матч |
| ---------------- | ---- | ---------------- | -------- | -------- |
| Амброзіана-Інтер | 3:4  | Аустрія (Відень) | 2:1      | 1:3      |

### Перший фінальний матч
| 3 вересня 1933 16:30 CET |

| Амброзіана-Інтер                           | 2:1        | Аустрія (Відень)   |
| ------------------------------------------ | ---------- | ------------------ |
| Джузеппе Меацца 41' Вірджиліо Левратто 43' | (протокол) | Віктор Шпехтль 78' |

| Арена Чівіка, Мілан Глядачів: 35 000 Арбітр: Ференц Клуг |

|                  |    |                     |  |
|                  |    |                     |  |
| ВР               | 1  | Карло Черезолі      |  |
| ЗХ               | 2  | Паоло Агостео       |  |
| ЗХ               | 3  | Луїджі Аллеманді    |  |
| ПЗ               | 4  | Альфредо Пітто      |  |
| ПЗ               | 5  | Рікардо Фаччо       |  |
| ПЗ               | 6  | Армандо Кастеллацці |  |
| НП               | 7  | Франсиско Фріоне    |  |
| НП               | 8  | Ренато Де Манцано   |  |
| НП               | 9  | Джузеппе Меацца     |  |
| НП               | 10 | Аттіліо Демарія     |  |
| НП               | 11 | Вірджиліо Левратто  |  |
| Головний тренер: |    |                     |  |
| Арпад Вейс       |    |                     |  |

|                        |    |                  |  |
|                        |    |                  |  |
| ВР                     | 1  | Йоганн Білліх    |  |
| ЗХ                     | 2  | Карл Граф        |  |
| ЗХ                     | 3  | Вальтер Науш     |  |
| ПЗ                     | 4  | Маттіас Наємнік  |  |
| ПЗ                     | 5  | Йоганн Мокк      |  |
| ПЗ                     | 6  | Карл Галль       |  |
| НП                     | 7  | Йозеф Мольцер    |  |
| НП                     | 8  | Йозеф Штро       |  |
| НП                     | 9  | Маттіас Сінделар |  |
| НП                     | 10 | Віктор Шпехтль   |  |
| НП                     | 11 | Рудольф Фіртль   |  |
| Тренери:               |    |                  |  |
| Роберт Ланг Йозеф Блум |    |                  |  |

### Другий фінальний матч
| 8 вересня 1933 16:30 CET |

| Аустрія (Відень)                    | 3:1        | Амброзіана-Інтер    |
| ----------------------------------- | ---------- | ------------------- |
| Маттіас Сінделар 45' (пен.) 73' 88' | (протокол) | Джузеппе Меацца 85' |

| Пратерштадіон, Відень Глядачів: 58 000 Арбітр: Франтішек Цейнар |

|                        |    |                  |  |
|                        |    |                  |  |
| ВР                     | 1  | Йоганн Білліх    |  |
| ЗХ                     | 2  | Карл Граф        |  |
| ЗХ                     | 3  | Вальтер Науш     |  |
| ПЗ                     | 4  | Маттіас Наємнік  |  |
| ПЗ                     | 5  | Йоганн Мокк      |  |
| ПЗ                     | 6  | Карл Адамек      |  |
| НП                     | 7  | Йозеф Мольцер    |  |
| НП                     | 8  | Йозеф Штро       |  |
| НП                     | 9  | Маттіас Сінделар |  |
| НП                     | 10 | Камілло Єрусалем |  |
| НП                     | 11 | Рудольф Фіртль   |  |
| Тренери:               |    |                  |  |
| Роберт Ланг Йозеф Блум |    |                  |  |

|                  |    |                     |     |
|                  |    |                     |     |
| ВР               | 1  | Карло Черезолі      |     |
| ЗХ               | 2  | Паоло Агостео       |     |
| ЗХ               | 3  | Луїджі Аллеманді    | 70' |
| ПЗ               | 4  | Альфредо Пітто      |     |
| ПЗ               | 5  | Джузеппе Віані      |     |
| ПЗ               | 6  | Рікардо Фаччо       |     |
| НП               | 7  | Франсиско Фріоне    |     |
| НП               | 8  | П'єтро Серантоні    |     |
| НП               | 9  | Джузеппе Меацца     |     |
| НП               | 10 | Армандо Кастеллацці |     |
| НП               | 11 | Аттіліо Демарія     | 71' |
| Головний тренер: |    |                     |     |
| Арпад Вейс       |    |                     |     |

## Найкращі бомбардири
| № | Гравець          | Команда          | Голи |
| - | ---------------- | ---------------- | ---- |
| 1 | Раймундо Орсі    | Ювентус          | 5    |
| = | Франтішек Клоз   | Спарта (Прага)   | 5    |
| = | Джузеппе Меацца  | Амброзіана-Інтер | 5    |
| = | Маттіас Сінделар | Аустрія (Відень) | 5    |
| 5 | Аттіліо Демарія  | Амброзіана-Інтер | 4    |
| = | Рудольф Фіртль   | Аустрія (Відень) | 5    |
| 7 | Джованні Варльєн | Ювентус          | 3    |